# The Youngest Son of a Chaebol Family
The Youngest Son of a Chaebol Family (en hangul, 재벌집 막내아들; romanización revisada, Chaeboljib Maknaeadeul), es una serie de televisión surcoreana  estrenada en 2022 a través de la JTBC.
La serie es una adaptación de la novela web "Youngest Son of a Conglomerate" (재벌집 막내아들) de San Gyung (산경).

## Sinopsis
Yoon Hyun-woo, ha trabajado para Soonyang Conglomerate durante más de 10 años, su trabajo consiste principalmente en cuidar a la poderosa familia que dirige la empresa. 
Sin embargo cuando es acusado falsamente de malversación de fondos y asesinado por Jin Do-joon, el hijo menor de la familia por la que trabajo durante más de una década, milagrosamente vuelve a la vida como Do-joon y comienza a trabajar para ellos, con el objetivo de hacerse cargo de la empresa, destruirla y vengarse poco a poco.

## Reparto

### Personajes principales
- Song Joong-ki como Yoon Hyun-woo / Jin Do-joon, un hombre que ha trabajado para la familia del Grupo Soonyang, a quienes les ha sido fiel. Después de ser incriminado por malversación de fondos, es asesinado y luego de renacer como el hijo menor de la familia jura vengarse.[2][3][4]
- Lee Sung-min como Jin Yang-cheol, el implacablemente competitivo y despiadado jefe del Grupo Soonyang.[5]
- Shin Hyun-bin como Seo Min-young, una trabajadora de la Fiscalía del Distrito Central de Seúl que está dispuesta a evadir o violar la ley para que se haga justicia. Fue rival de Do-joon en la escuela de leyes.[6][7][8]

### Personajes secundarios
- Kim Nam-hee como Jin Sung-joon, el hijo de Young-ki.[9]
  - Moon Seung-hyun como Sung-joon de niño.
- Jo Han-chul como Jin Dong-ki, el segundo hijo de la familia Soonyang.[10]
- Kang Ki-doong como Jin Hyung-joon, el hermano mayor de Do-joon.
- Kim Young-jae como Jin Yoon-gi, el padre de Do-joon.
- Kim Shin-rok como Jin Hwa-young, la única hija de Yang-cheol.[11]
- Kim Jung-nan como Son Jung-dae, la esposa de Young-ki.
- Kim Do-hyun como Choi Chang-je, el esposo de Hwa-young, un exlegislador convertido en abogado y yerno de la familia que controla el poderoso Grupo Soonyang.[12]
- Seo Jae-hee como Yoo Ji-na, la esposa de Dong-ki e hija de un exministro de economía.
- Jo Hye-joo como Jin Ye-joon, la hija de Dong-ki y única nieta de la familia Soonyang.[13]
- Park Ji-hyun como Mo Hyun-min, la hija mayor del dueño de Hansung Ilbo. Tiene de todo lo que uno pueda desear: desde educación, belleza y antecedentes. Es una mujer audaz y muy confiada que acepta un matrimonio arreglado con uno de los hijos de la familia Soonyang de inmediato.[14]
- Kim Jung-woo como Woo Byung-joon, el leal guardaespaldas de Do-joon. Es una persona con una buena impresión y una imagen fría.[15]
- Jung Hee-tae como Lee Hang-jae, el ayudante más estrecho de Yang-cheol.[16]
- Tiffany Young como Rachel, la CEO coreano-estadounidense de Miracle Investments.
- Park Hyuk-kwon.
- Kim Kang-hoon.
- Kim Nam-hee como Jin Seong-joon.[17]
- Kang Gil-woo como Baek Sang-woo.
- Yoon Je-moon como Jin Young-ki.[18]
- Lee Hwang-eui.
- Kim Hyun como Lee Pil-ok, la líder del grupo chaebol Soonyang y la abuela de Do-joon.
- Seo Jeong-yeon como Han Kyung-hee (cameo, ep. 2 y 5).[19]

## Episodios
La serie conformada por dieciséis episodios, está programado para estrenarse en JTBC en 2022 dentro del huso horario de Corea (KST).

## Producción
La serie es una adaptación de la popular novela web "Youngest Son of a Conglomerate" (hangul= 재벌집 막내아들, RR= Chaeboljib Maknaeadeul) de San Gyung (산경).
La dirección estará a cargo de Jeong Dae-yoon (정대윤), mientras que el guion es realizado por Kim Tae-hee (김태희).